# Lady Cristina
Die Lady Cristina (ehem. Amadagio, Klimt, Monarch Queen) ist ein Flusskreuzfahrtschiff. Das Schiff wurde am 15. April 2005 bei der Scheepswerf Grave BV im niederländischen Grave auf Kiel gelegt und am 10. April 2006 in Amsterdam getauft. Es wurde für die ABAV GmbH in Basel gebaut und am 25. September 2009 an die 7. Sanssouci Schiffsgesellschaft in Hamburg verkauft.

## Technische Daten

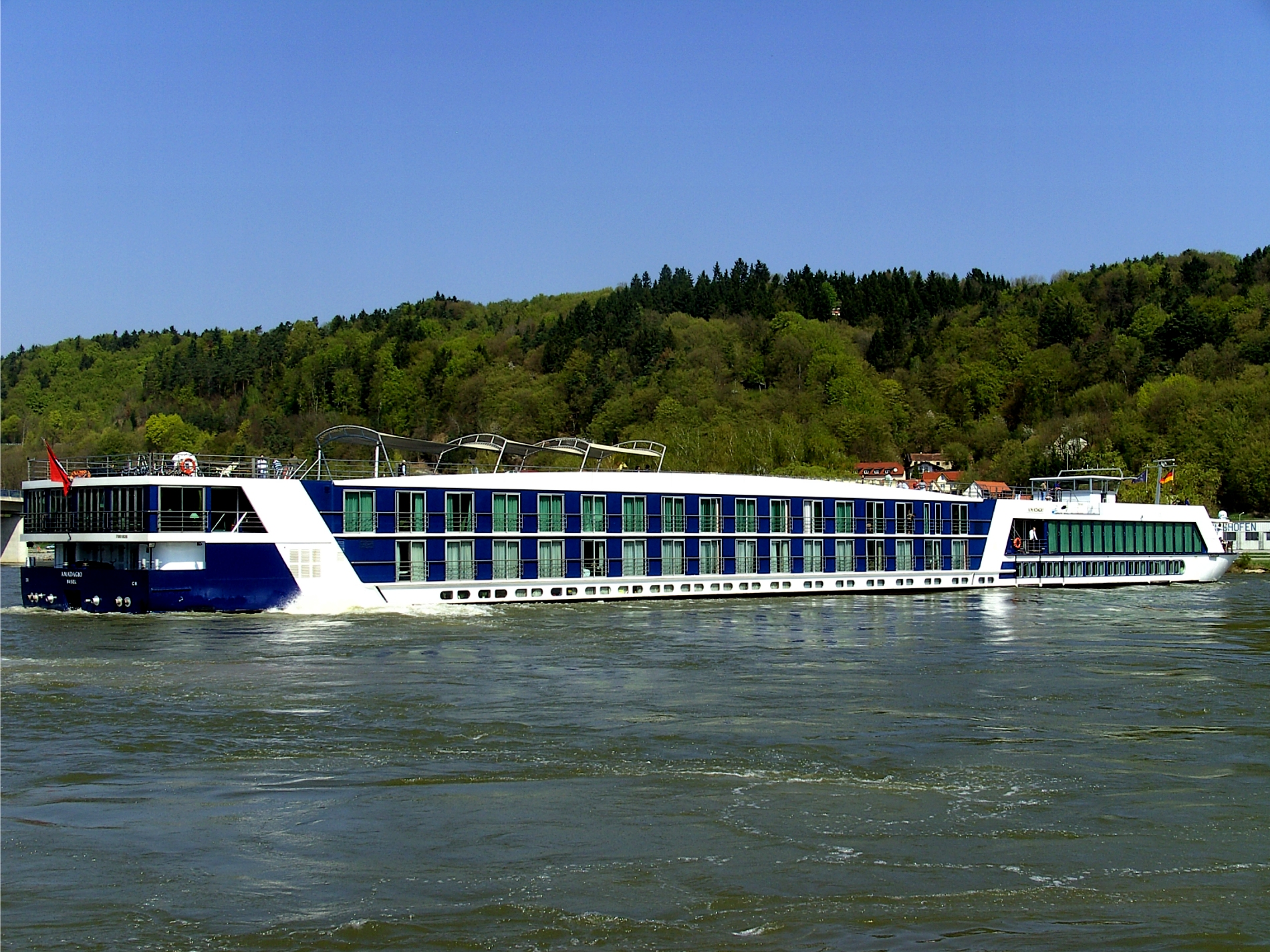
Seitenansicht

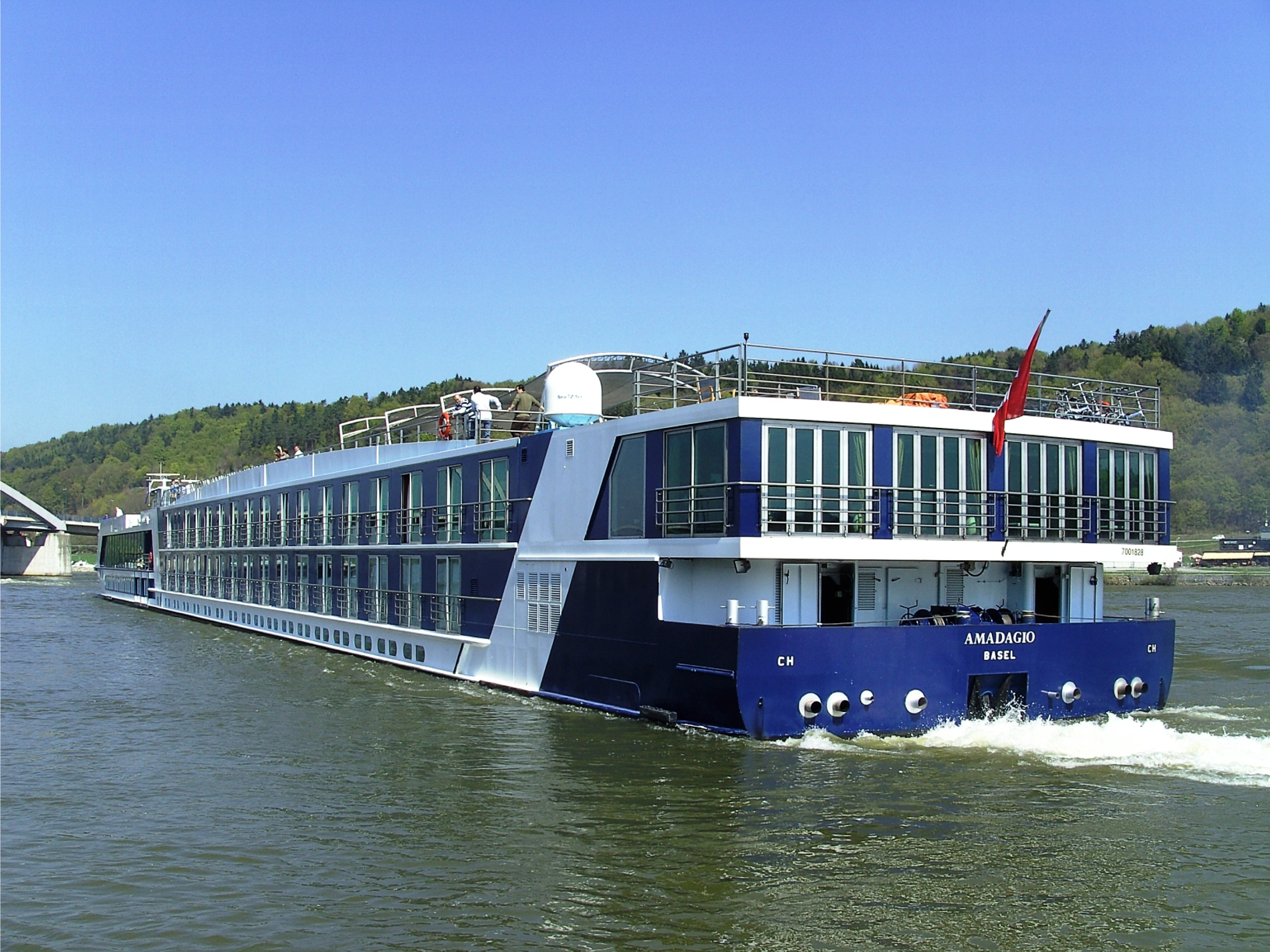
Auf der Donau – Heckansicht

Die Lady Cristina ist 110 m lang, 11,40 m breit und hat einen Tiefgang von 1,50 m. Der Antrieb erfolgt über zwei Veth-Z-Antriebe mit gegenläufigen Propellern vom 0,80 m Durchmesser. Für den Antrieb sind zwei Cummins-Dieselmotoren mit je 808 kW eingebaut. Das Zweikanal-Bugstrahlruder wird ebenfalls elektrisch angetrieben. Die Stromversorgung für den Bordbetrieb wird von zwei Cummins-Dieselgeneratoren mit je 403 kW und einem Notstromgenerator mit 77 kW betrieben.

## Konstruktion
Das Schiff hat vier Decks. Im Hauptdeck („Violindeck“) befinden sich 13 Passagierkabinen, die Unterkünfte für 41 Besatzungsmitglieder, Vorrats- und Kühlräume, Tanks und die Maschinenanlage. Im „Cello-Deck“ sind im Bug die Küche und das Bordrestaurant, ein Aufzug und 30 Kabinen untergebracht. Das darüberliegende „Violin-Deck“ hat im Vorschiff die Hauptlounge mit Tanzfläche, die Lobby, Bar und einen Bordladen. Daran schließen sich 24 Kabinen und die vier Junior-Suiten an. Im Achterschiff befindet sich der Fitnessbereich und die Veranda-Lounge. Auf dem Hauptdeck mit Sonnensegeln, Liegestühlen, Whirlpool und „Lido-Bar“ befindet sich auch das Ruderhaus mit hydraulisch absenkbarem Oberteil. Das Schiff ist klimatisiert, wobei jede Kabine individuell eingestellt werden kann. Die Sonnensegel sind hydraulisch umlegbar.

## Elektronische Ausrüstung
Den Passagieren und der Besatzung stehen 100 Multimedia-Center mit Flachbildschirmen zur Verfügung. Es sind zwei Mediastreamer für 18 Fernsehkanäle, Internetzugang, einen Kamerakanal, einen Fahrtroutenkanal und CD/DVD-Ausstrahlung eingebaut. Für den Empfang sind auf dem Sonnendeck verschiedene Satellitenantennen aufgebaut. Die Navigation erfolgt über zwei Alphatron-Flussradarsysteme mit Farbmonitoren und elektronischen Karten.

## Ausstattung
Das Schiff verfügt über insgesamt 75 Passagierkabinen für 150 Fahrgäste. Alle Kabinen sind Außenkabinen, 62 mit französischem Balkon. Davon sind vier sogenannte Junior-Kabinen mit einer Grundfläche von 26 m² und Badezimmer mit Wanne und Dusche. Die Kabineneinrichtung ist wie in den übrigen Kabinen (16 m²) luxuriös, mit großem Doppelbett, Couchgarnitur, Schreibtisch mit Computer, Fernseher mit englischsprachigen Programmen. Es besteht die Möglichkeit, Wunschfilme zu sehen, außerdem ist Telefon mit Satellitenverbindung vorhanden. In den Kabinen liegen Haartrockner und Bademäntel bereit.
An Bord gibt es einen Fitnessraum mit Dusche und Sauna, einen Schönheitssalon und Massagesalon. Für Landausflüge gibt es an Bord 25 Fahrräder. Mit einem Aufzug können die Fahrgäste bequem die einzelnen Decks erreichen.

## Schwesterschiffe
- Amalegro (März 2007)
- Amadante (2008)
- Amacello (2008)
- Amadolce (2009)
- Amalyra (2009)